# Marion Rittmeyer
Marion Rittmeyer (* 5. Mai 1984) ist eine Schweizer Unihockeyspielerin.

## Karriere

### Verein
Die Sachbearbeiterin startete ihre Karriere bei den Astros Rotkeuz und spielte danach für UHC Einhorn Hünenberg und UHC Zuger Highlands, ab 2006 stand sie als Captain für Zug United in der Nationalliga A auf dem Feld. Sie trägt die Nummer 5. Am 24. März 2007 gewann sie mit ihrer Mannschaft in Bern das Cup-Finalspiel gegen Schweizermeister UHC Dietlikon. Ende der Saison wurde sie zur MVP der Saison 2006/07 gewählt.
2007/08 wechselte Rittmeyer ins Ausland zu den Espoon Oilers aus Finnland. Eine Saison später kehrte sie in die Schweiz zurück und wurde beim mehrfachen Schweizer- und Europameister UHC Dietlikon verpflichtet. Mit den Zürcher Unterländern holte sich gleich in ihrer ersten Saison den Schweizer Meistertitel.
Auf Ende Saison 2013/14 gab sie nach sechs Saisons in Dietlikon ihren Rücktritt bekannt.

### Nationalmannschaft
Ausserdem gehörte Marion Rittmeyer der Damen-Nationalmannschaft der Schweiz an, mit der sie bis zu ihrem Rücktritt insgesamt 67 Spiele bestritten hat und 2003 in Bern Vize- und 2005 in Singapur Weltmeisterin wurde. An der WM 2007 in Dänemark holte sie mit der Mannschaft die Bronzemedaille. An der WM 2009 konnte sie aufgrund eines Kreuzbandrisses nicht teilnehmen.